# Окунєва Віра Іванівна
Окунєва Віра Іванівна (1891—1976) — радянська російська акторка. Народна артистка РРФСР (1958).

## Життєпис
Народилась 29 вересня 1891 р. Закінчила театральне училище А. І. Адашева (1912). Виступала на сцені московських театрів.
Знялась в українському фільмі «Дочка моряка» (1940, Марія Василівна).
Померла в 1976 році. Похована в Москві на Преображенському цвинтарі.

## Фільмографія
- 1948 — «Червона краватка» — Капітоліна Петрівна